# Mistrzostwa Big 12 w zapasach
Zawody zapaśnicze w konferencji Big 12 Conference, czyli Big12. Wchodzą w skład NCAA Division I, najwyższej klasy rozgrywkowej w ramach systemu międzyuczelnianego współzawodnictwa sportowego NCAA. Turnieje odbywają się od 1997 roku.
Jest to kontynuacja zawodów rozgrywanych od 1924 roku: 
- 1924-1928 Missouri Valley Intercollegiate Athletic Association (MVIAA)
- 1929-1947 Big Six
- 1948-1958 Big Seven
- 1949-1996 Big Eight

## Edycje zawodów
| Rok  | Miasto | Zwycięzca                                        | Outstanding Wrestler |
| 1924 | ----   | University of Nebraska                           | ----                 |
| 1925 | ----   | Oklahoma State University                        | ----                 |
| 1926 | ----   | Oklahoma State University                        | ----                 |
| 1927 | ----   | Oklahoma State University                        | ----                 |
| 1928 | ----   | Oklahoma State University                        | ----                 |
| 1929 | ----   | Iowa State University                            | ----                 |
| 1930 | ----   | University of Oklahoma                           | ----                 |
| 1931 | ----   | Kansas State University                          | ----                 |
| 1932 | ----   | University of Oklahoma                           | ----                 |
| 1933 | ----   | Iowa State University                            | ----                 |
| 1934 | ----   | University of Oklahoma                           | ----                 |
| 1935 | ----   | University of Oklahoma                           | ----                 |
| 1936 | ----   | University of Oklahoma                           | ----                 |
| 1937 | ----   | Iowa State University                            | ----                 |
| 1938 | ----   | University of Oklahoma                           | ----                 |
| 1939 | ----   | Kansas State University                          | ----                 |
| 1940 | ----   | Kansas State University                          | ----                 |
| 1941 | ----   | Iowa State University                            | ----                 |
| 1947 | ----   | Iowa State University                            | ----                 |
| 1948 | ----   | University of Oklahoma                           | ----                 |
| 1949 | ----   | University of Nebraska                           | ----                 |
| 1950 | ----   | University of Oklahoma                           | ----                 |
| 1951 | ----   | University of Oklahoma                           | ----                 |
| 1952 | ----   | University of Oklahoma                           | ----                 |
| 1953 | ----   | University of Oklahoma                           | ----                 |
| 1954 | ----   | University of Oklahoma                           | ----                 |
| 1955 | ----   | University of Oklahoma                           | ----                 |
| 1956 | ----   | University of Oklahoma                           | ----                 |
| 1957 | ----   | University of Oklahoma                           | ----                 |
| 1958 | ----   | Iowa State University                            | ----                 |
| 1959 | ----   | Oklahoma State University                        | ----                 |
| 1960 | ----   | University of Oklahoma                           | ----                 |
| 1961 | ----   | Oklahoma State University                        | ----                 |
| 1962 | ----   | Oklahoma State University                        | ----                 |
| 1963 | ----   | Oklahoma State University                        | ----                 |
| 1964 | ----   | Oklahoma State University                        | ----                 |
| 1965 | ----   | Oklahoma State University                        | ----                 |
| 1966 | ----   | Oklahoma State University                        | ----                 |
| 1967 | ----   | University of Oklahoma                           | ----                 |
| 1968 | ----   | University of Oklahoma Oklahoma State University | ----                 |
| 1969 | ----   | Oklahoma State University                        | ----                 |
| 1970 | ----   | Iowa State University                            | ----                 |
| 1971 | ----   | Oklahoma State University                        | ----                 |
| 1972 | ----   | Oklahoma State University                        | ----                 |
| 1973 | ----   | Oklahoma State University                        | ----                 |
| 1974 | ----   | Oklahoma State University                        | ----                 |
| 1975 | ----   | Oklahoma State University                        | ----                 |
| 1976 | ----   | Iowa State University                            | ----                 |
| 1977 | ----   | Iowa State University                            | ----                 |
| 1978 | ----   | Oklahoma State University                        | ----                 |
| 1979 | ----   | Iowa State University                            | ----                 |
| 1980 | ----   | Iowa State University                            | ----                 |
| 1981 | ----   | University of Oklahoma                           | ----                 |
| 1982 | ----   | Iowa State University                            | ----                 |

| Rok  | Miasto      | Zwycięzca                                        | Outstanding Wrestler                               |
| 1983 | ----        | Oklahoma State University                        | ----                                               |
| 1984 | ----        | Oklahoma State University                        | ----                                               |
| 1985 | ----        | University of Oklahoma                           | ----                                               |
| 1986 | ----        | University of Oklahoma                           | ----                                               |
| 1987 | ----        | University of Oklahoma Oklahoma State University | ----                                               |
| 1988 | ----        | Oklahoma State University                        | ----                                               |
| 1989 | ----        | Oklahoma State University                        | ----                                               |
| 1990 | ----        | Oklahoma State University                        | ----                                               |
| 1991 | ----        | Oklahoma State University                        | ----                                               |
| 1992 | ----        | Oklahoma State University                        | ----                                               |
| 1993 | ----        | Iowa State University                            | ----                                               |
| 1994 | ----        | Oklahoma State University                        | ----                                               |
| 1995 | ----        | University of Nebraska                           | ----                                               |
| 1996 | ----        | Oklahoma State University                        | ----                                               |
| 1997 | Columbia    | Oklahoma State University                        | Chris Bono (Cyclones) Mark Smith (Cowboys)         |
| 1998 | Norman      | Oklahoma State University                        | Hardell Moore (Cowboys)                            |
| 1999 | Ames        | University of Oklahoma                           | Shane Valdez (Sooners)                             |
| 2000 | Lincoln     | Oklahoma State University                        | Cody Sanderson (Cyclones)                          |
| 2001 | Stillwater  | Oklahoma State University                        | Mark Munoz (Cowboys)                               |
| 2002 | Norman      | University of Oklahoma                           | Cael Sanderson (Hawkeyes)                          |
| 2003 | Columbia    | University of Oklahoma                           | Teyon Ware (Sooners)                               |
| 2004 | Ames        | Oklahoma State University                        | Ben Askren (Tigers)                                |
| 2005 | Omaha       | Oklahoma State University                        | Coleman Scott (Cowboys)                            |
| 2006 | Ames        | Oklahoma State University                        | Nathan Gallick (Hawkeyes)                          |
| 2007 | Columbia    | Iowa State University                            | Sam Hazewinkel (Sooners)                           |
| 2008 | Stillwater  | Iowa State University                            | Jordan Burroughs (Cornhuskers)                     |
| 2009 | Lincoln     | Iowa State University University of Nebraska     | Craig Brester (Cornhuskers)                        |
| 2010 | Norman      | Oklahoma State University                        | Jarrod Patterson (Sooners) Jordan Oliver (Cowboys) |
| 2011 | Ames        | Oklahoma State University                        | Jonathan Reader (Hawkeyes)                         |
| 2012 | Columbia    | University of Missouri                           | Jordan Oliver (Cowboys)                            |
| 2013 | Stillwater  | Oklahoma State University                        | Jordan Oliver (Cowboys)                            |
| 2014 | Norman      | Oklahoma State University                        | Chris Perry (Cowboys)                              |
| 2015 | Ames        | Oklahoma State University                        | Alex Dieringer (Cowboys)                           |
| 2016 | Kansas City | Oklahoma State University                        | Alex Dieringer (Cowboys)                           |
| 2017 | Tulsa       | Oklahoma State University                        | Dean Heil (Cowboys)                                |
| 2018 | Tulsa       | Oklahoma State University                        | Bryce Meredith (Cowboys)                           |
| 2019 | Tulsa       | Oklahoma State University                        | Dom Demas (Sooners)                                |
| 2020 | Tulsa       | Oklahoma State University                        | Nick Piccininni (Cowboys)                          |
| 2021 | Tulsa       | University of Oklahoma                           | Albert James Ferrari (Cowboys)                     |
| 2022 | Tulsa       | University of Missouri                           | Wyatt Hendrickson (Falcons)                        |
| 2023 | Tulsa       | University of Missouri                           | David Carr (Cyclones)                              |
| 2024 | Tulsa       | Iowa State University                            | Parker Keckeisen (Panthers)                        |
| 2025 | Tulsa       | Oklahoma State University                        | Keegan O'Toole (Missouri)                          |